# Кирения (окръг)
Кирения (на гръцки: Επαρχία Κερύνειας; на турски: Girne Bölgesi) е един от шестте окръзи в Кипър. Центърът му е град Кирения (на турски: Girne, Гирне). Той е най-малкият по площ от окръзите на Кипър и единственият изцяло на територията на призната единствено от Турция Севернокипърска турска република. Населението на окръга е 69 163 жители (по преброяване от 2011 г.).
Официалната администрация на окръга, де факто в изгнание, се намира в частта от острова, контролирана от Република Кипър, в Никозия, близо до двореца Ледра.

## Селища
- Агия Ейрини
- Агиос Амвросиос
- Агиос Епиктитос
- Агиос Ермолаос
- Агиос Георгиос
- Агирда
- Агридаки
- Асоматос
- Белапаис
- Богази
- Харкейя
- Дикомо
- Диориос
- Елия
- Фота
- Фтериха
- Казафани
- Калограйя
- Кампули
- Каравас
- Карми
- Карпасейя
- Клепини
- Контеменос
- Кормакитис
- Кутсовендис
- Крини
- Кирения
- Кюмурдзиу
- Лапитос
- Ларнакас тис Лапиту
- Ливера
- Мотидес
- Мирту
- Орга
- Палаеософос
- Панагра
- Пилери
- Синхари
- Сисклипос
- Темплос
- Термия
- Трапеза
- Тримити
- Василейя
- Вуно